# Fekete Márton
Fekete Márton (Szentes, 1849. június 21. – Szentes, 1924. szeptember 24.) vármegyei tisztviselő, ármentesítési főigazgató és országgyűlési képviselő. 

## Életrajza
Fekete Cseh Márton pintér iparos és Kónya Erzsébet gyermekeként született régi nemesi családban. Miután elvégezte középiskolai tanulmányait, Sárospatakon és Bécsben tanult jogot, s utána Csongrád vármegye szolgálatába lépett. 1874-ben a Szentes-Vidéki Takarékpénztár egyik alapítója majd elnöke, 1875-ben helyi Szabadelvű Párt egyik alapító tagja lett. 1874-ben kinevezték a megyei árvaszék ülnökévé, majd 1875-ben a vármegye főjegyzője lett. Ezen minőségében az 1876. és az 1879. évi árvizek során szervezőkészségével szerzett érdemeket. Ordódy Pál közmunka- és közlekedésügyi miniszter ennek elismeréseként az 1881. évi árvízveszély idején kinevezte Fekete Mártont a Tisza Csongrád és Szolnok közötti szakaszának kormánybiztosává. Munkássága elismeréséül 1885-ben a szentesi székhellyel létrejött Körös-Tisza-Maros Ármentesítő és Belvízszabályozó Társulat főigazgatójává nevezték ki. Országos ismeretségre tett szerint az árvízvédelem területén kifejtett működésével, s 1895-ben megválasztották a Széchenyi István által még 1846-ban életre hívott Tiszavölgyi Társulat titkárának. A vízügyi adminisztráció terén kifejtett munkásságért I. Ferenc Józseftől 1895-ben királyi tanácsosi, 1901-ben III. osztályú vaskorona-rendet, 1911-ben pedig udvari tanácsosi címet kapott. 1887-től a Szentesi Iskolaszék tagja, majd 1891-től a Kaszinó elnöke volt. 1910-től 1918-ig Szentes város országgyűlési képviselője volt. 1910-ben megalapította és ügyvezető elnöke lett a szentesi Csongrád megyei Nemzeti Munkapártnak. 1918 őszétől visszavonult a közélettől, azonban a Tanácsköztársaság idején, 1919 áprilisában mint túszt Budapestre szállították, ahol három hónapot töltött. Visszatérése után már nem vett részt a közéletben.

## Emlékezete
1932-ben utcát neveztek el róla szülőhelyén, Szentesen, ezt azonban 1948-ban átkeresztelték. Azóta megint egy utca viseli a nevét a városban.